# Kakaó (növényfaj)

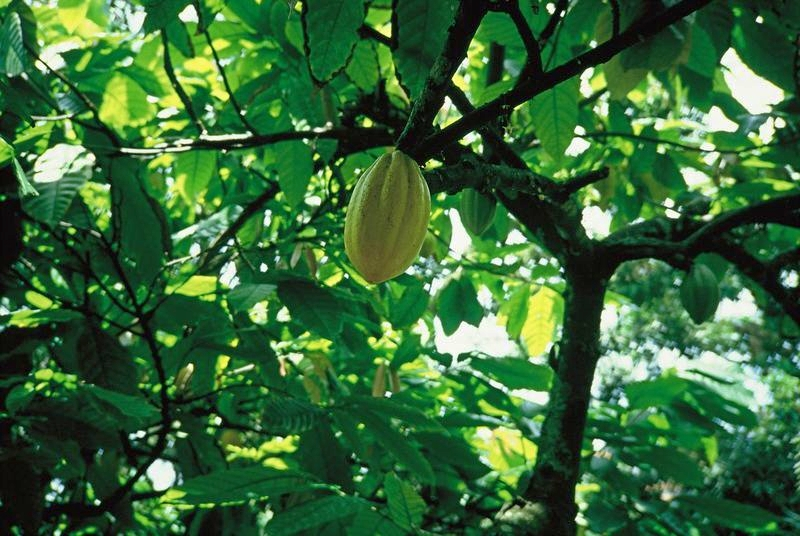
Kakaófa lombja éretlen terméssel

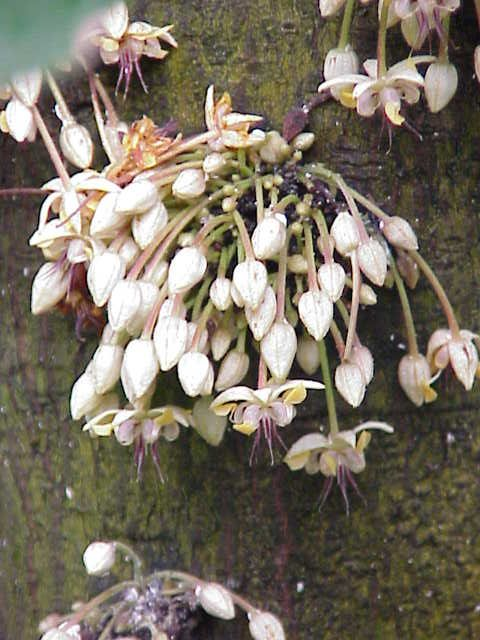
A kakaó virága

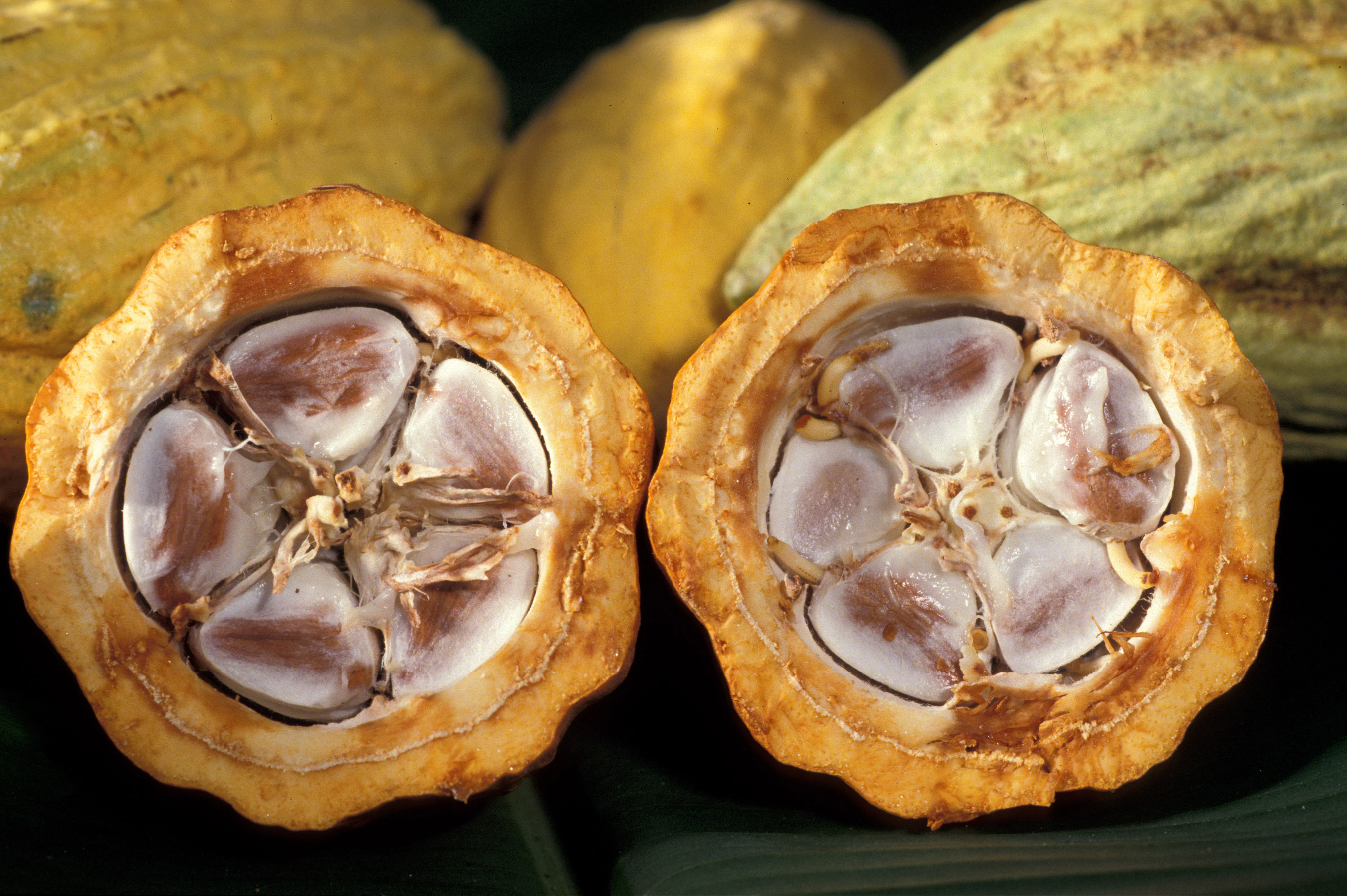
Kakaóbab

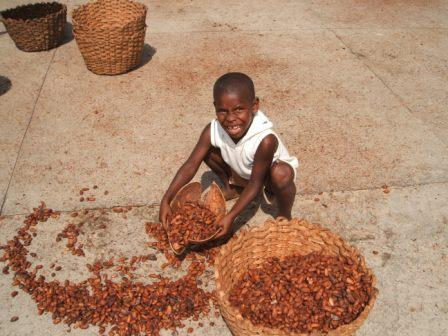
Kakaóbab szárítása

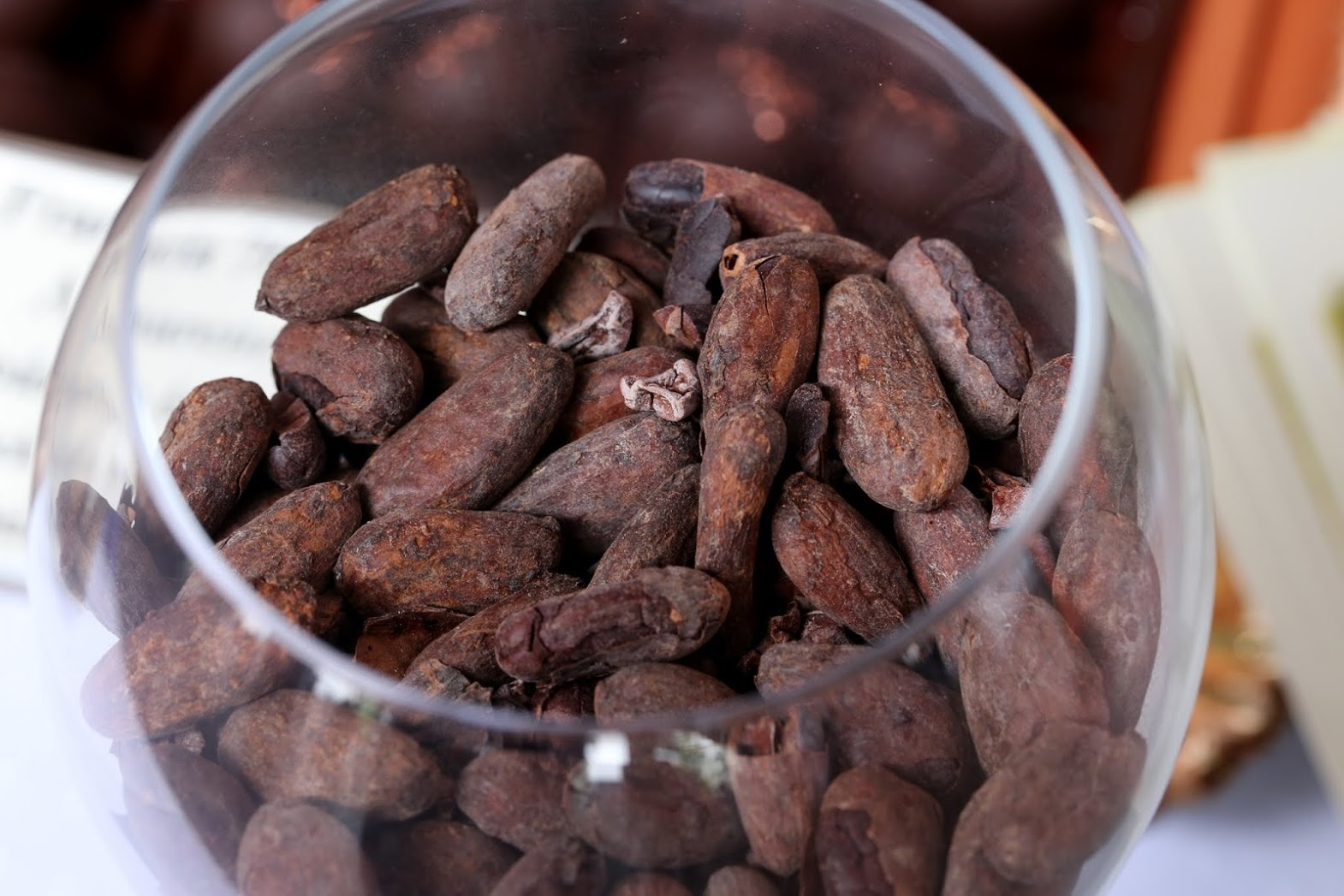
Szárított kakaóbab

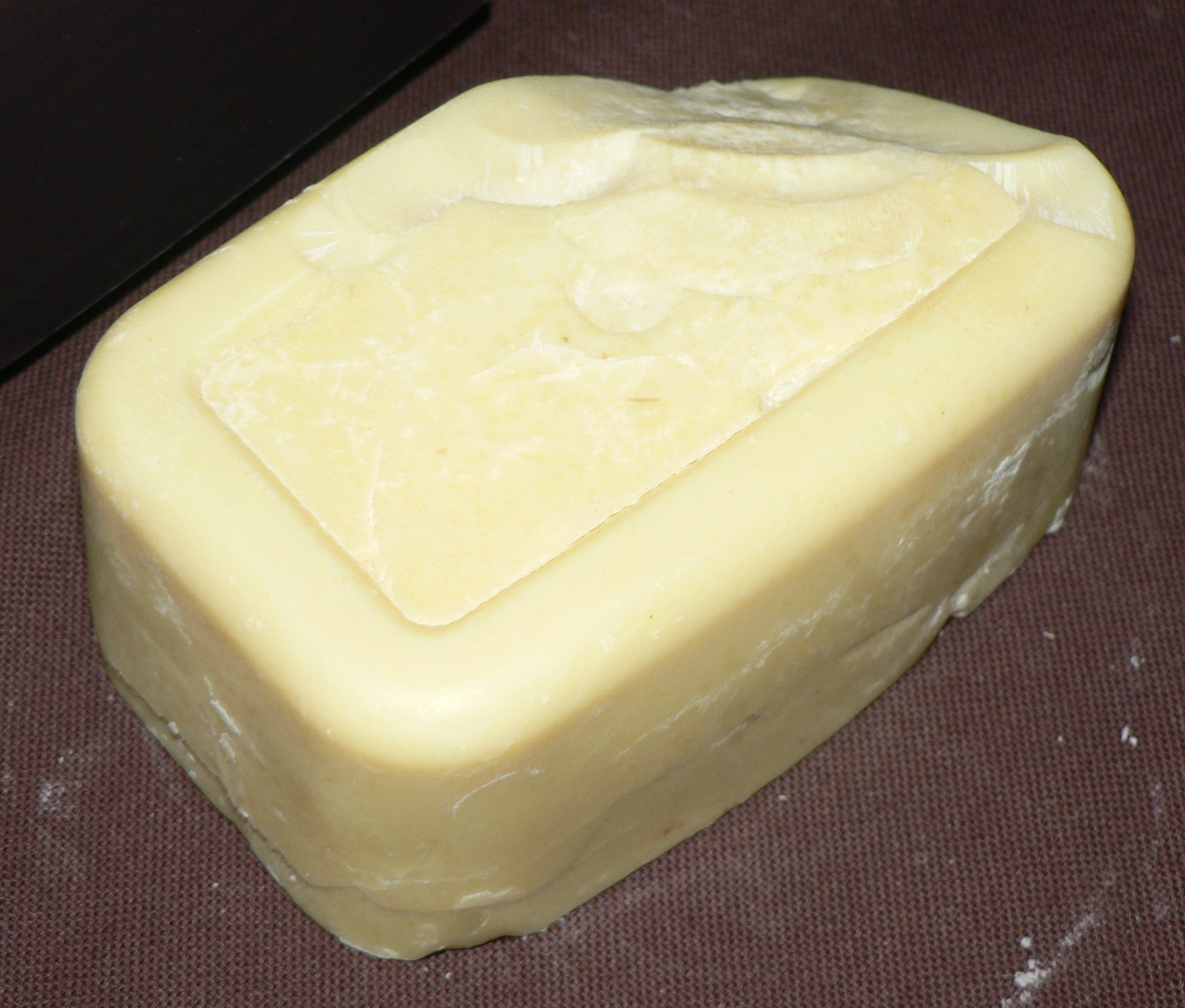
Kakaóvaj

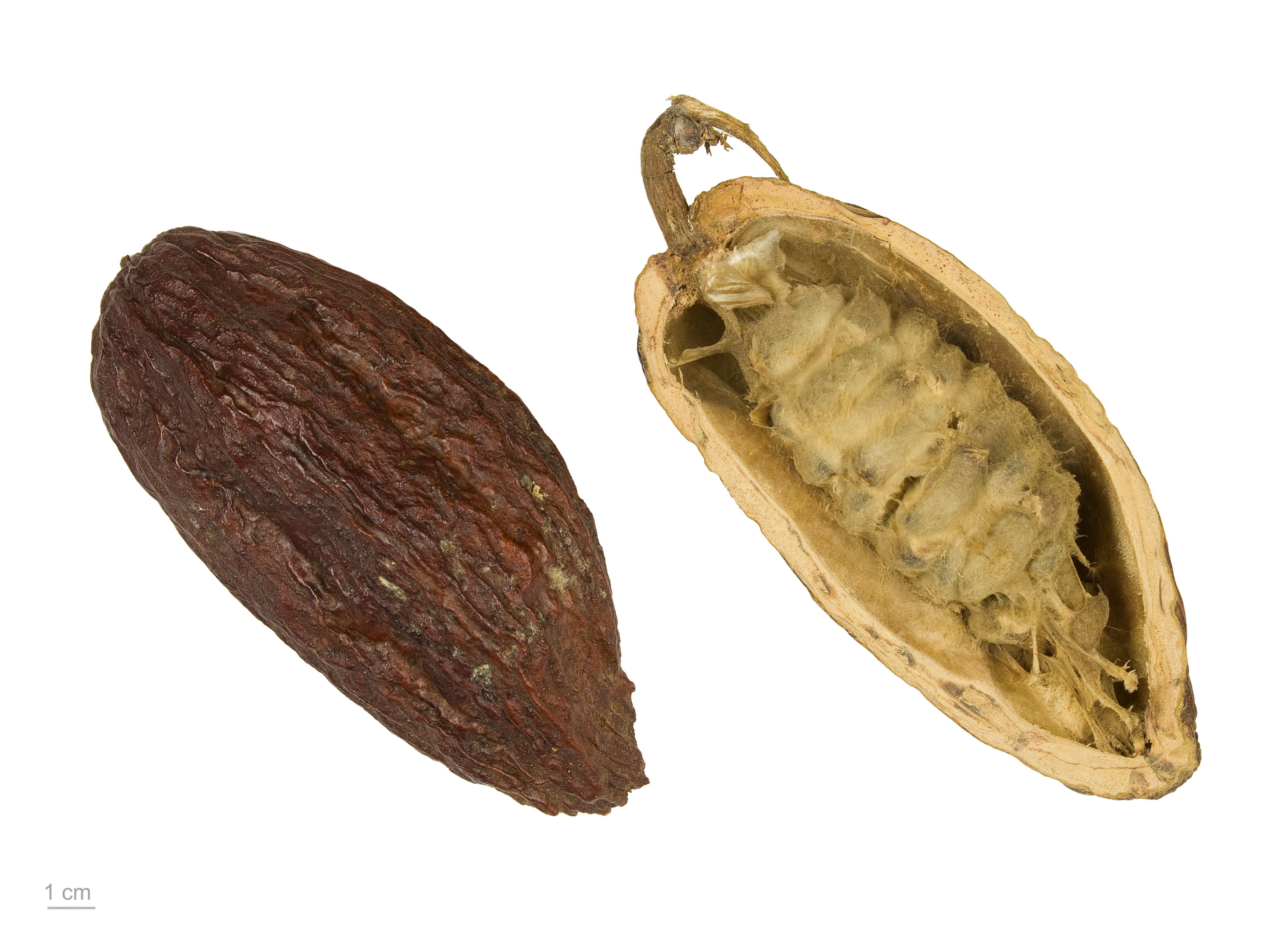
Theobroma cacao

A kakaó vagy kakaófa (Theobroma cacao) a mályvafélék (Malvaceae) családjába tartozó faj. Gyümölcse, a kakaóbab, az élelmiszeriparban fontos szerepet tölt be: a kakaóvaj, a kakaópor és a csokoládé alapanyagaként kerül felhasználásra.

## Származása, élőhelye
Dél-Amerika északi részének trópusi esőerdőiből, főként az Amazonas és Orinoco vízrendszerének ártereiről származik. A gyengén savanyú, illetve neutrális (pH 4-7,5) talajokat kedveli.

## Megjelenése, felépítése
A természetben több faj fája akár 15 m magasra is felcseperedhet, de az ültetvényeken a kakaófa nem nő 5-6 m-nél magasabbra. Göcsörtös felületű, barna törzse hamar elágazik. Fája halvány rózsaszínű.
A sötétzöld, szórt állású, tojásdad, hegyes végű levelek nyele rövid. A levéllemez 15–25 cm hosszú, a fonáka szőrös. A néhány mm-es, hosszú kocsányon függő virágok az idősebb ágrészeken jelennek meg. A csésze pirosas, a sziromlevelek sárgák. A pentamer (öttagú) virágot rovarok porozzák be. A virágok délután nyílnak ki, és egész éjszaka nyitva maradnak. Az ellipszoid alakú termés 15–30 cm hosszú, sárga, narancs, piros, lila vagy barna színű. A terméshús fehér, rózsaszín vagy barna. Egy-egy termésben mintegy 60 mandula nagyságú, vörösesbarna kakaóbab nő.

## Felhasználása

### A kakaó eredeti felhasználása
Amerikában a bennszülöttek már régóta ismerték a kakaófát. A kakaóbabot izgatószernek, tápszernek és pénznek egyaránt használták. A maják kezdték el termeszteni i.e. 1500 körül. Mire Cortez megérkezett Mexikóba, a kakaó elterjedési területe őshazájának sokszorosára nőtt, így Peruba is eljutott. A legenda szerint a kakaó volt az aztékok szent madara, a kvézál eledele. Az utolsó azték uralkodók palotájában halmokban gyűlt a Tlalelolco piacán és egyebütt is pénz helyett használt kakaóbab, ami jóval az európai invázió után is fizetőeszköz maradt.
A maják, később az aztékok és az inkák már négyféle kakaóitalt ismertek. Ezek egyikét, a sokoatlt (a nahua indián név jelentése „habos víz”; ebből származik a „csokoládé” szó) kakaóból, kukorica- vagy maniókalisztből, mézből, vaníliából és vízből készítették. A magvakat borító fehér terméshúst csemegeként ették, a termés más részeiből használati tárgyakat és szereket (terméshéj → kanalak, pohár, edények; levelek → háztető; kakaóbab → gyógyszer) gyártottak.

### A kakaó Európában
A kakaó elterjesztésének kulcsfigurája egyes források szerint Kolumbusz, mások szerint Cortez volt. Bárkinek van is igaza, a spanyolok hozták be a kakaót Európába, és innen került tovább Afrikába, Ázsiába. A 16. században rendszerint porrá őrölt kakaóporból, ánizsból, szegfűszegből és fahéjból kevert kakaómasszát szállítottak hajókon Európába, ahol csokoládéitalt főztek belőle. Az első csokoládéfőző 1580-ban nyílt meg Spanyolországban. A forró csokoládé a 17. század közepén, a teával egyidőben terjedt el Európában. Ekkor még rendkívül drága csemege volt, amiért arannyal kellett fizetni. Az osztrák és francia nemesek a spanyol udvarból vették át divatját – divatról lévén szó, legalább annyian ellenezték, mint ahányan éljenezték. Linné istenítette, ezért adta neki a Theobroma, azaz „az istenek eledele” latin nevet. Clusius, híres francia botanikus ellenben azt mondta: „a kakaó csak a disznóknak való.”
A mára teaszeretetükről ismert angolok e két ital közül sokáig a kakaót kedvelték jobban, pedig eleinte igen drága volt. A 17. századig csak itták; az első kakaóklubokat a 18. században alapították. Miután olcsóbbá vált, különösen a haditengerészek itták; ebben jelentős szerepet játszhatott, hogy igen tápláló.
A nyugat-afrikai Aranyparton a franciák, Ázsiában és Ausztráliában az angolok ültettek elsőként kakaót a 19. században. Ahogy erősödött a kakaóláz, úgy szaporodtak az ültetvények: szinte minden trópusi vidéken elkezdték termeszteni.

### A világ kakaótermelése
Bár a kakaó az amerikai kontinensről származik, a világtermelés kétharmada Afrikában: Elefántcsontparton, Ghánában, Nigériában és Kamerunban terem. A harmadik harmadot Dél-Amerika: Brazília és Ecuador állítja elő. A világ éves kakaótermelése hárommillió tonna. Ennek legnagyobb része az ún. Forastero fajta (80-90%), mindössze 5%-a a betegségeknek kevésbé ellenálló Criollo, és 10% a kettő hibridje, a Trinitario.

### A csokoládé
Az első csokoládét a 17. században chilei (a Guanaco-hegységben megtelepült) apácák készítették Kubából behozott cukorral.
A minőségi csokoládékat általában Criollo, vagy Trinitario kakaóból készítik, míg az olcsóbb, nagy mennyiségben gyártott csokoládék a Forastero fajtából készülnek.

### Hatóanyagai
A kakaó fő hatóanyaga a teobromin, amiből 100 g csokoládé mintegy 100 mg-ot tartalmaz. Diuretikus hatású, akárcsak rokon vegyületei, a koffein és a teofillin. A hatás intenzitása koffein-teobromin-teofillin sorrendben nő. Az úgynevezett xanthin-származékok a központi idegrendszert is befolyásolják: serkentő, izgató hatásúak, emelik a vérnyomást. Itt a hatás intenzitási sorrendje éppen fordított: teofillin-teobromin-koffein.

### A nyers kakaóbab összetétele
Hozzávetőleges mennyiségek:
- Kakaóvaj: 44-46%
- Fehérje: 11-14%
- Cellulóz: 9%
- Keményítő: 7-11%
- Csíra: 2%
- Természetes színezék: 4%
- Víz: 8%
- Ásványi anyag: 2,6%
- Teobromin: 1,2-1,5%
- Cukrok: 1%
- Koffein: 0,2%

### Félkész termékek
- Kakaóvaj: A kakaóbabból vagy a kakaóbab részeiből nyert zsíranyag. Fontos tulajdonsága, hogy 30 °C-on kemény, 36,5 °C-on (testhőmérsékleten) viszont teljesen megolvad. Jó hatással van a bőrre, számos krém és testápoló egyik fő alapanyaga.
- Kakaópor: Tisztított, hántolt és pörkölt kakaóbabból nyert por, aminek (szárazanyagra számítva) legalább 10% kakaóvajat kell tartalmaznia.

### Egyéb felhasználása
Kakaófák sokfelé díszlenek Európa üvegházaiban. Szép termő példányai megtalálhatók a szegedi és a vácrátóti botanikus kertben, a budapesti Pálmaházban és a Füvészkertben.